# انبار مهمات قم
انبار مهمات قم یک انبار مهمات بود که توسط نیروهای مسلح ایران مورد استفاده و بهره‌برداری قرار می‌گرفت. در طول جنگ ایران و اسرائیل، این انبار توسط حملات هوایی اسرائیل تخریب شد.